# Cieśle (Oborniki)
Pour les articles homonymes, voir Cieśle.
Cieśle (prononciation : [ˈt͡ɕɛɕlɛ]) est un village polonais de la gmina de Rogoźno dans le powiat d'Oborniki de la voïvodie de Grande-Pologne dans le centre-ouest de la Pologne.
Il se situe à environ 3 kilomètres au nord-est de Rogoźno (siège de la gmina), à 19 kilomètres au nord-est d'Oborniki (siège du powiat), et à 42 kilomètres au nord de Poznań (capitale de la Grande-Pologne).

## Histoire
De 1975 à 1998, le village faisait partie du territoire de la voïvodie de Piła.

Depuis 1999, Cieśle est situé dans la voïvodie de Grande-Pologne.
Le village possède une population de 141 habitants en 2005.